# 하리스 부츠키치
하리스 부츠키치(Haris Vučkić, 1992년 8월 21일 ~ )는 슬로베니아의 축구 선수이다. 현재 부리람 유나이티드에서 미드필더로 뛰고 있다.

## 수상 경력
뉴캐슬 유나이티드
- 풋볼 리그 챔피언십: 2009-10